# Sparedrus lencinae
Sparedrus lencinae es una especie de coleóptero de la familia Oedemeridae.

## Distribución geográfica
Habita en España.